# 3-羟基异丁酸
3-羟基异丁酸 （英語：3-Hydroxyisobutyric acid，或者3-羟基-2甲基丙酸 英語：）是缬氨酸的一种代谢中间产物。这是一个有两个对映异构体的手性化合物，分别为D-3-羟基异丁酸和L-3-羟基异丁酸。